# Euplecte veuve-noire
Euplectes ardens
Espèce
Statut de conservation UICN

 LC  : Préoccupation mineure
L'Euplecte veuve-noire (Euplectes ardens) est une espèce de passereaux appartenant à la famille des Ploceidae.
Son aire fragmentée s'étend à travers l'Afrique subsaharienne.